# Nyala (Nevada)
Nyala es un área no incorporada ubicada en el condado de Nye en el estado estadounidense de Nevada.

## Geografía
Nyala se encuentra ubicado en las coordenadas 38°14′56″N 115°43′43″O / 38.24889, -115.72861.